# K. W. Jeter
Kevin Wayne Jeter (n. 26 martie 1950) (cunoscut ca K. W. Jeter) este un scriitor american de literatură științifico-fantastică și de groază. Este notabil pentru stilul său literar de scriere, teme întunecate și personaje paranoice, antipatice. A scris romane stabilite în universurile Star Trek și Star Wars și a scris trei continuări ale filmului Blade Runner.

### Romane originale
- Seeklight (1975)
- The Dreamfields (1976)
- Morlock Night (1979; sequel al Mașina timpului de  H. G. Wells)
- Soul Eater (1983)
- Dr. Adder (1984)
- The Glass Hammer (1985)
- Infernal Devices (1987)
- Dark Seeker (1987)
- Mantis (1987)
- Death Arms (1987)
- Farewell Horizontal (1989)
- In the Land of the Dead (1989)
- The Night Man (1989)
- Alligator Alley (1989), cu Mink Mole a.k.a. Tim MacNamara [5]
- Madlands (1991)
- Wolf Flow (1992)
- Noir (1998)
- The Kingdom of Shadows (2011)
- Death's Apprentice (2012), cu Gareth Jefferson Jones
- Fiendish Schemes (2013)

### Nuvele
- Ninja Two-Fifty (2006)

### Cărți Star Wars
- The Mandalorian Armor (1998)
- Slave Ship (1998)
- Hard Merchandise (1999)

### Continuări Blade Runner
- Blade Runner 2: The Edge of Human (1995)
- Blade Runner 3: Replicant Night (1996)
- Blade Runner 4: Eye and Talon (2000)

### RomaneStar Trek: Deep Space Nine
- Bloodletter (1993)
- Warped (1995)

### Benzi desenate
- Mister E (DC) (1991)
- N-Vector (Wildstorm) (2000)

### The Kim Oh Thrillers
Scrise ca Kim Oh:
- Real Dangerous Girl (Editions Herodiade Oct. 2011)
- Real Dangerous Job (Editions Herodiade Oct. 2011)
- Real Dangerous People (Editions Herodiade Oct. 2011)
- Real Dangerous Place (Editions Herodiade July 2012)
- Real Dangerous Fun (Editions Herodiade July 2014)
- Real Dangerous Ride (Editions Herodiade Mar. 2015)